# San Nazaro in Brolo
A San Nazaro in Brolo vagy San Nazaro Maggiore (Piazza San Nazaro in Brolo) egy milánói templom.

## Története
Egy 4. századi, Szent Ambrus által alapított bazilika helyén épült fel 1075-ben román stílusban. 1831-ben klasszicista stílusban újkáépítették, de az utóbbi száz és restaurálási munkálatai során törekedtek a templom eredeti formájának visszaállítására. A templomban őrzik Szent Nazarus ereklyéit.  Egyik legértékesebb építészeti remeke az 1512-ben, reneszánsz stílusban épült Capella Trivulzio (a Trivulzio család kápolnája), mely Bramantino alkotása.